# Kedumim
Kedumim (hebrejsky קְדוּמִים, doslova „Starobylé místo“, v oficiálním přepisu do angličtiny Qedumim) je izraelská osada a místní rada (malé město) na Západním břehu Jordánu v distriktu Judea a Samaří.

## Geografie
Nachází se cca 40 kilometrů severovýchodně od centra Tel Avivu, cca 17 kilometrů severovýchodně od města Kalkílija, cca 12 kilometrů severoseverozápadně od města Ariel a cca 50 kilometrů severozápadně od historického jádra Jeruzalému. Obec leží v nadmořské výšce 405 metrů v kopcovité krajině uprostřed hornatiny Samařska. Poblíž obce začíná vádí Nachal Te'enim.
Na dopravní síť je napojena pomocí dálnice číslo 55. Podle plánů z počátku 21. století měla být osada začleněna do výběžku Izraelské bezpečnostní bariéry, který by ji z jihu napojil na okolí osady Karnej Šomron. Dle stavu k roku 2009 ale tato bariéra nebyla ještě zbudována. Kedumim tvoří nejzazší severovýchodní výběžek rozsáhlého bloku izraelských osad, pronikajících od Zelené linie až téměř na hřeben Samařské hornatiny (tzv. blok osad Guš Ari'el).

## Dějiny
Obec Kedumim byla založena roku 1977, podle jiného pramene roku 1975 jako první izraelská osada v centrálním Samařsku. Za jejím vznikem stála nacionalistická skupina Guš Emunim. Její členové se v této době opakovaně snažila obsadit nějakou lokalitu v tomto regionu a založit na ní trvalé osídlení. Sedmkrát byli ale vypuzeni po zásahu izraelské armády. Během svátku Chanuka koncem roku 1975 Guš Emunim uspořádali osmý pokus a tisíce jejich stoupenců se sešly na místě biblického Samaří. Vláda se rozhodla ustoupit a dovolila aktivistům Guš Emunim usadit se asi 8 kilometrů jihozápadně od Samaří, v prostoru vojenské základny Kadum (podle nedaleké arabské vesnice Kafr Kaddum).
Zpočátku se tu usadilo třicet rodin. Obec se postupně rozrůstala o nové čtvrti umístěné ve vzájemných rozestupech na jednotlivých pahorcích v okolí. V současnosti je jich celkem 12 (jedna z nejnovějších: Har Chemed založena koncem 90. let 20. století na severozápadě). Vzdálenost mezi nejsevernějším a nejjižnějším výběžkem zástavby Kedumim činí přes 3 kilometry. Obec později získala status místní rady. Část obyvatel Kedumim dojíždí za prací do okolních izraelských měst, část je zaměstnána v lokálním sektoru služeb a průmyslu. V obci se nachází průmyslová zóna Bar On o rozloze 1,2 čtverečního kilometru.

## Demografie
Podle údajů z roku 2014 tvořili naprostou většinu obyvatel Židé (včetně statistické kategorie „ostatní”, která zahrnuje nearabské obyvatele židovského původu, ale bez formální příslušnosti k židovskému náboženství). Mezi populací v osadě Kedumim převažují stoupenci náboženského sionismu.
Jde o středně velkou obec městského typu s dlouhodobě rostoucí populací. K 31. prosinci 2014 zde žilo 4187 lidí. Během roku 2014 populace stoupla o 0,3 %.
| Rok            | 1980 | 1981 | 1982 | 1983 | 1984  | 1985  | 1986  | 1987  | 1988  | 1989  | 1990  |
| -------------- | ---- | ---- | ---- | ---- | ----- | ----- | ----- | ----- | ----- | ----- | ----- |
| Počet obyvatel | 600  | 690  | 810  | 910  | 1 030 | 1 110 | 1 240 | 1 390 | 1 490 | 1 570 | 1 680 |

| Rok            | 1991  | 1992  | 1993  | 1994  | 1995  | 1996  | 1997  | 1998  | 1999  | 2000  |
| -------------- | ----- | ----- | ----- | ----- | ----- | ----- | ----- | ----- | ----- | ----- |
| Počet obyvatel | 1 850 | 1 970 | 2 050 | 2 130 | 2 200 | 2 380 | 2 330 | 2 400 | 2 500 | 2 387 |

| Rok            | 1999  | 2000  | 2001  | 2002  | 2003  | 2004  | 2005  | 2006  | 2007  | 2008  | 2009  | 2010  | 2011  | 2012  | 2013  | 2014  |
| -------------- | ----- | ----- | ----- | ----- | ----- | ----- | ----- | ----- | ----- | ----- | ----- | ----- | ----- | ----- | ----- | ----- |
| Počet obyvatel | 2 540 | 2 660 | 2 700 | 2 800 | 2 934 | 3 010 | 3 087 | 3 208 | 3 382 | 3 463 | 3 774 | 3 873 | 3 899 | 4 124 | 4 174 | 4 187 |